# Чемпионат Беларуси по фигурному катанию
Чемпиона́т Беларуси по фигу́рному ката́нию (бел. Чэмпіянат Беларусі па фігурным катанні) — ежегодные спортивные соревнования, организуемые и проводимые под эгидой Белорусского союза конькобежцев. Фигуристы выявляют победителей в мужском и женском одиночном катании, парном катании и танцах на льду.
Турнир, как правило, проводится в конце календарного года. Результаты соревнований оказывают влияние на формирование сборной команды Беларуси и состав на главные старты сезона — чемпионат Европы и мира. Помимо этого, чемпионат Белоруссии имеет классификационный статус, по его итогам присваиваются спортивные звания.
До 1991 года белорусские фигуристы участвовали в чемпионатах СССР.

## Призёры

### Мужчины
| Медалисты в мужском одиночном катании | Медалисты в мужском одиночном катании | Медалисты в мужском одиночном катании | Медалисты в мужском одиночном катании          | Медалисты в мужском одиночном катании          |
| ------------------------------------- | ------------------------------------- | ------------------------------------- | ---------------------------------------------- | ---------------------------------------------- |
| Год                                   | Место проведения                      | Золото                                | Серебро                                        | Бронза                                         |
| 1993                                  |                                       | Александр Мурашко                     |                                                |                                                |
| 1994                                  |                                       |                                       |                                                |                                                |
| 1995                                  |                                       | Александр Мурашко                     |                                                |                                                |
| 1996                                  |                                       | Александр Мурашко                     |                                                |                                                |
| 1997                                  |                                       | Александр Мурашко                     |                                                |                                                |
| 1998                                  |                                       | Сергей Шиляев                         |                                                |                                                |
| 1999                                  |                                       |                                       |                                                |                                                |
| 2000                                  |                                       | Сергей Шиляев                         |                                                |                                                |
| 2001                                  |                                       | Сергей Давыдов                        | Не было других участников в категории «Senior» | Не было других участников в категории «Senior» |
| 2002                                  |                                       | Сергей Давыдов                        | ???                                            | Не было других участников в категории «Senior» |
| 2003                                  |                                       | Сергей Давыдов                        | Сергей Шиляев                                  | Дмитрий Молочников                             |
| 2004                                  |                                       | Сергей Давыдов                        | Сергей Шиляев                                  | Павел Керша                                    |
| 2005                                  |                                       | Сергей Давыдов                        | Александр Казаков                              | Сергей Шиляев                                  |
| 2006                                  |                                       | Сергей Давыдов                        | Александр Казаков                              | Сергей Шиляев                                  |
| 2007                                  |                                       | Сергей Давыдов                        | Александр Казаков                              | Дмитрий Кагиров                                |
| 2008                                  | Минск                                 | Александр Казаков                     | Дмитрий Кагиров                                | Михаил Королюк                                 |
| 2009                                  | Минск                                 | Александр Казаков                     | Павел Игнатенко                                | Виталий Лученок                                |
| 2010                                  | Минск                                 | Алексей Мелёхин                       | Михаил Королюк                                 | Виталий Лученок                                |
| 2011                                  | Минск                                 | Михаил Королюк                        | Виталий Лученок                                | Дмитрий Кагиров                                |
| 2012                                  | Минск                                 | Павел Игнатенко                       | Михаил Королюк                                 | Дмитрий Кагиров                                |
| 2013                                  | Минск                                 | Павел Игнатенко                       | Михаил Королюк                                 | Виталий Лученок                                |
| 2014                                  | Минск                                 | Павел Игнатенко                       | Антон Карпук                                   | Виталий Лученок                                |
| 2015                                  | Минск                                 | Алексей Мелехин                       | Павел Игнатенко                                | Яков Зенько                                    |
| 2016/2017                             | Минск                                 | Антон Карпук                          | Алексей Мелехин                                | Евгений Пузанов                                |
| 2017/2018                             | Минск                                 | Яков Зенько                           | Антон Карпук                                   | Евгений Пузанов                                |
| 2018/2019                             | Минск                                 | Яков Зенько                           | Евгений Пузанов                                | Николай Козлов                                 |
| 2019/2020                             | Минск                                 | Евгений Пузанов                       | Александр Лебедев                              | Константин Милюков                             |
| 2020/2021                             | Минск                                 | Константин Милюков                    | Евгений Пузанов                                | Николай Козлов                                 |
| 2021/2022                             | Минск                                 | Константин Милюков                    | Василий Бороховский                            | Николай Козлов                                 |
| 2022/2023                             | Минск                                 | Александр Лебедев                     | Василий Бороховский                            | Евгений Пузанов                                |
| 2023/2024                             | Минск                                 | Евгений Пузанов                       | Александр Лебедев                              | Василий Бороховский                            |

### Женщины
| Медалистки в женском одиночном катании | Медалистки в женском одиночном катании | Медалистки в женском одиночном катании | Медалистки в женском одиночном катании       | Медалистки в женском одиночном катании       |
| -------------------------------------- | -------------------------------------- | -------------------------------------- | -------------------------------------------- | -------------------------------------------- |
| Год                                    | Место проведения                       | Золото                                 | Серебро                                      | Бронза                                       |
| 1993                                   |                                        |                                        |                                              |                                              |
| 1994                                   |                                        |                                        |                                              |                                              |
| 1995                                   |                                        |                                        |                                              |                                              |
| 1996                                   |                                        |                                        |                                              |                                              |
| 1997                                   |                                        |                                        |                                              |                                              |
| 1998                                   |                                        |                                        |                                              |                                              |
| 1999                                   |                                        |                                        |                                              |                                              |
| 2000                                   |                                        | Юлия Солдатова                         | Яна Заровская                                | Не было других участниц в категории «Senior» |
| 2001                                   |                                        | Юлия Солдатова                         | Не было других участниц в категории «Senior» | Не было других участниц в категории «Senior» |
| 2002                                   |                                        | Евгения Мельник                        | Не было других участниц в категории «Senior» | Не было других участниц в категории «Senior» |
| 2003                                   |                                        | Евгения Мельник                        | Юлия Шеремет                                 | Не было других участниц в категории «Senior» |
| 2004                                   |                                        | Евгения Мельник                        | Юлия Шеремет                                 | Кристина Михайлова                           |
| 2005                                   |                                        | Юлия Шеремет                           | Кристина Михайлова                           | Юна Дробышевская                             |
| 2006                                   |                                        | Кристина Михайлова                     | Юлия Шеремет                                 | Екатерина Пахамович                          |
| 2007                                   |                                        | Юлия Шеремет                           | Виктория Ляхова                              | Екатерина Пахамович                          |
| 2008                                   | Минск                                  | Виктория Ляхова                        | Юлия Шеремет                                 | Янина Зайцева                                |
| 2009                                   | Минск                                  | Екатерина Пахомович                    | Виктория Ляхова                              | Анастасия Грибко                             |
| 2010                                   | Минск                                  | Анастасия Грибко                       | Ксения Бакушева                              | Виктория Ляхова                              |
| 2011                                   | Минск                                  | Кристина Захаренко                     | Ксения Бакушева                              | Виктория Ляхова                              |
| 2012                                   | Минск                                  | Кристина Захаренко                     | Виктория Ляхова                              | Янина Макеенко                               |
| 2013                                   | Минск                                  | Дарья Батура                           | Янина Макеенко                               | Ксения Бакушева                              |
| 2014                                   | Минск                                  | Янина Макеенко                         | Елизавета Авсюкевич                          | Дарья Батура                                 |
| 2015                                   | Минск                                  | Янина Макеенко                         | Дарья Батура                                 | Мария Салдакаева                             |
| 2016/2017                              | Минск                                  | Анна Порошина                          | Елизавета Малиновская                        | Янина Макеенко                               |
| 2017/2018                              | Минск                                  | Александра Чепелева                    | Мария Салдакаева                             | Елизавета Малиновская                        |
| 2018/2019                              | Минск                                  | Александра Чепелева                    | Мария Салдакаева                             | Елизавета Хлыповка                           |
| 2019/2020                              | Минск                                  | Виктория Сафонова                      | Милана Ромашова                              | Анастасия Сидоренко                          |
| 2020/2021                              | Минск                                  | Виктория Сафонова                      | Варвара Кисель                               | Милана Ромашова                              |
| 2021/2022                              | Минск                                  | Виктория Сафонова                      | Милана Ромашова                              | Александра Чепелева                          |
| 2022/2023                              | Минск                                  | Виктория Сафонова                      | Варвара Кисель                               | Валерия Ежова                                |
| 2023/2024                              | Минск                                  | Виктория Сафонова                      | Валерия Ежова                                | Пикулик Елизавета                            |

### Пары
| Медалисты в парном катании | Медалисты в парном катании | Медалисты в парном катании             | Медалисты в парном катании                     | Медалисты в парном катании                     |
| -------------------------- | -------------------------- | -------------------------------------- | ---------------------------------------------- | ---------------------------------------------- |
| Год                        | Место проведения           | Золото                                 | Серебро                                        | Бронза                                         |
| 1994                       |                            | Елена Григорьева / Сергей Шейко        |                                                |                                                |
| 1995                       |                            |                                        |                                                |                                                |
| 1996                       |                            |                                        |                                                |                                                |
| 1997                       |                            |                                        |                                                |                                                |
| 1998                       |                            |                                        |                                                |                                                |
| 1999—2000                  |                            | Не было участников в категории         | Не было участников в категории                 | Не было участников в категории                 |
| 2001                       |                            | Александра Иванова / Евгений Капитулец | Не было других участников в категории «Senior» | Не было других участников в категории «Senior» |
| 2002—2007                  |                            | Не было участников в категории         | Не было участников в категории                 | Не было участников в категории                 |
| 2008                       | Минск                      | Александра Тетенко / Николай Каменчук  | Не было других участников в категории «Senior» | Не было других участников в категории «Senior» |
| 2009                       | Минск                      | Любовь Бакирова / Николай Каменчук     | Не было других участников в категории «Senior» | Не было других участников в категории «Senior» |
| 2010                       | Минск                      | Любовь Бакирова / Николай Каменчук     | Не было других участников в категории «Senior» | Не было других участников в категории «Senior» |
| 2011                       | Минск                      | Любовь Бакирова / Николай Каменчук     | Мария Полякова / Михаил Фомичёв                | Не было других участников в категории          |
| 2012                       | Минск                      | Мария Полякова / Никита Бочков         | Не было других участников в категории          | Не было других участников в категории          |
| 2013                       | Минск                      | Мария Полякова / Никита Бочков         | Не было других участников в категории          | Не было других участников в категории          |
| 2014                       | Минск                      | Мария Полякова / Никита Бочков         | Татьяна Данилова / Николай Каменчук            | Не было других участников                      |
| 2015                       | Минск                      | Татьяна Данилова / Николай Каменчук    | Не было других участников                      | Не было других участников                      |
| 2016/2017                  | Минск                      | Татьяна Данилова / Николай Каменчук    | Не было других участников                      | Не было других участников                      |
| 2017—2020                  |                            | Не было других участников              | Не было других участников                      | Не было других участников                      |
| 2020/2021                  | Минск                      | Богдана Лукашевич / Александр Степанов | Не было других участников                      | Не было других участников                      |
| 2021/2022                  | Минск                      | Богдана Лукашевич / Александр Степанов | Екатерина Юрова / Дмитрий Бушланов             | Не было других участников                      |
| 2022/2023                  | Минск                      | Богдана Лукашевич / Александр Степанов | Екатерина Юрова / Дмитрий Бушланов             | Не было других участников                      |

### Танцы
| Медалисты в танцах на льду | Медалисты в танцах на льду | Медалисты в танцах на льду              | Медалисты в танцах на льду                     | Медалисты в танцах на льду                     |                           |
| -------------------------- | -------------------------- | --------------------------------------- | ---------------------------------------------- | ---------------------------------------------- | ------------------------- |
| Год                        | Место проведения           | Золото                                  | Серебро                                        | Бронза                                         |                           |
| 1993                       |                            |                                         |                                                |                                                |                           |
| 1994                       |                            | Татьяна Навка / Самвел Гезалян          |                                                |                                                |                           |
| 1995                       |                            |                                         |                                                |                                                |                           |
| 1996                       |                            |                                         |                                                |                                                |                           |
| 1997                       |                            | Татьяна Навка / Николай Морозов         |                                                |                                                |                           |
| 1998                       |                            | Татьяна Навка / Николай Морозов         |                                                |                                                |                           |
| 1999                       |                            |                                         |                                                |                                                |                           |
| 2000                       |                            |                                         |                                                |                                                |                           |
| 2001                       |                            | Алисса де Карбоннел / Александр Мальков | Не было других участников в категории «Senior» | Не было других участников в категории «Senior» |                           |
| 2002                       |                            | Алисса де Карбоннел / Александр Мальков | Не было других участников в категории «Senior» | Не было других участников в категории «Senior» |                           |
| 2003                       |                            | Не было участников в категории «Senior» | Не было участников в категории «Senior»        | Не было участников в категории «Senior»        |                           |
| 2004                       |                            | Не было участников в категории «Senior» | Не было участников в категории «Senior»        | Не было участников в категории «Senior»        |                           |
| 2005                       |                            | Анна Гальченюк / Олег Крупень           | Не было других участников в категории «Senior» | Не было других участников в категории «Senior» |                           |
| 2006                       |                            | Юлия Терещенко / Олег Крупень           | Не было других участников в категории «Senior» | Не было других участников в категории «Senior» |                           |
| 2007                       | Минск                      | Ксения Шмырина / Егор Майстров          | Евгения Мельник / Олег Крупень                 | Леся Володенкова / Виталий Вакунов             |                           |
| 2008                       | Минск                      | Ксения Шмырина / Егор Майстров          | Леся Володенкова / Виталий Вакунов             | Виктория Ковалёва / Юрий Беляев                |                           |
| 2009                       | Минск                      | Леся Володенкова / Виталий Вакунов      | Виктория Ковалёва / Юрий Беляев                | Не было других участников в категории «Senior» |                           |
| 2010                       | Минск                      | Леся Володенкова / Виталий Вакунов      | Не было других участников в категории «Senior» | Не было других участников в категории «Senior» |                           |
| 2011                       | Минск                      | Леся Володенкова / Виталий Вакунов      | Виктория Ковалёва / Юрий Беляев                | Евгения Ткаченко / Юрий Гулицкий               |                           |
| 2012                       | Минск                      | Леся Володенкова / Виталий Вакунов      | Виктория Ковалёва / Юрий Беляев                | Не было других участников в категории «Senior» |                           |
| 2013                       | Минск                      | Виктория Ковалёва / Юрий Беляев         | Леся Володенкова / Виталий Вакунов             | Кристина Каунацкая / Ян Луковский              |                           |
| 2014                       | Минск                      | Виктория Ковалёва / Юрий Беляев         | Кристина Каунацкая / Ян Луковский              | Не было других участников                      |                           |
| 2015                       | Минск                      | Виктория Ковалёва / Юрий Беляев         | Не было других участников                      | Не было других участников                      |                           |
| 2016/2017                  | Минск                      | Виктория Ковалёва / Юрий Беляев         | Кристина Каунацкая / Юрий Гулицкий             | Аделина Звездова / Владимир Зайцев             |                           |
| 2017/2018                  | Минск                      | Виктория Ковалёва / Юрий Беляев         | Кристина Каунацкая / Юрий Гулицкий             | Не было других участников                      | Не было других участников |
| 2018/2019                  | Минск                      | Анна Кубликова / Юрий Гулицкий          | Эмилия Колеганова / Владислав Полховский       | Карина Сидоренко / Максим Еленич               |                           |
| 2019/2020                  | Минск                      | Юлия Жата / Ян Луковский                | Эмилия Колеганова / Владислав Полховский       | Не было других участников                      |                           |
| 2020/2021                  | Минск                      | Виктория Семенюк / Илья Юхимук          | Карина Сидоренко / Максим Еленич               | Не было других участников                      |                           |
| 2021/2022                  | Минск                      | Виктория Семенюк / Илья Юхимук          | Елизавета Новик / Александр Кухаревский        | Карина Сидоренко / Максим Еленич               |                           |
| 2022/2023                  | Минск                      | Карина Сидоренко / Максим Еленич        | Елизавета Новик / Александр Кухаревский        | Не было других участников                      |                           |
| 2023/2024                  | Минск                      | Екатерина Андреева / Дмитрий Блинов     | Наталья Поживилко / Святослав Верстаков        | Елизавета Новик / Александр Кухаревский        |                           |